# Aeroporto Internazionale di Palm Beach
L'Aeroporto Internazionale di Palm Beach (IATA: PBI, ICAO: KPBI, FAA LID: PBI) è un aeroporto al servizio della contea di Palm Beach, in Florida. Si situa 5 km ad ovest di West Palm Beach e con 6,6 milioni di passeggeri l'anno è il terzo aeroporto più trafficato dell'Area Metropolitana di Miami, sesto in tutta la Florida.